# Samuel Szczekacz
Samuel Szczekacz (od 1939 Samuel Zur) (ur. 3 maja 1917 w Łodzi, zm. 27 września 1983 w Paryżu) – izraelski malarz i rzeźbiarz pochodzenia polskiego, do 1938 związany ze środowiskiem łódzkiej awangardy.

## Życiorys
Syn Romana (Abrama Hersza) Szczekacza i Julii (Jenty) z Offenbachów, w latach 1934–1935 w prywatnym atelier malarstwa u Maurycego Trębacza. W 1935 ukończył gimnazjum i zdał maturę, wcześniej, od 1933 był redaktorem awangardowego pisma Forma. W 1935 przez Jankiela Adlera poznał Mojżesza Brodersona, który polecił go Władysławowi Strzemińskiemu. Wspólnie z Julianem Lewinem, Pinkasem Szwarcem i Yehudą Tarmu zapisali się na prowadzone przez niego wieczorowe kursy sztuki, na których poza techniką malarstwa poznali drukarstwo, typografię, rzeźbę i projektowanie architektoniczne. Pod koniec 1936, dzięki rekomendacji Strzemińskiego, został członkiem zwyczajnym Związku Zawodowego Polskich Artystów Plastyków w Łodzi. W 1937 wystawił swoje prace w Instytucie Propagandy Sztuki, wystawiał też w Łodzi, Krakowie i Lwowie. W 1938 wyjechał do Belgii, rok później jego prace wystawiono w IPS, ale bez jego osobistego udziału. W 1939 wyemigrował z Belgii do Palestyny, gdzie rozpoczął studia Hebrew University Jerusalem i zmienił nazwisko na Zur. Nie mogąc się utrzymać z malarstwa pracował jako projektant użytkowy, typograf, rzeźbiarz, a także jako architekt. Mieszkał w Tel Awiwie, był autorem m.in. pawilonów wystawienniczych na Międzynarodowych Targach w Brukseli i Poznaniu w 1966. W 1983 wyjechał do Paryża na wystawę „Présences Polonaises. L'Art vivant autour du Musée de Łódź”, która odbywała się w Centre Georges Pompidou. Po 45 latach przerwy wystawiono publicznie tam jego prace, 27 września 1983 podczas trwania wystawy Samuel Szczekacz zmarł w wyniku zawału serca.